# Josef Schwarz (generał)
Josef Schwarz (ur. 2 lipca 1932 w Pradze, zm. 8 lipca 2019) – generał Stasi.
Uczył się w szkole ludowej, od 1946 na kursach rolniczych, a od 1949 w szkole rolniczej, w 1950 wstąpił do SED. Od 1952 student Niemieckiej Akademii Nauk Państwowych i Prawniczych "Walter Ulbricht" w Poczdamie, od 1955 funkcjonariusz Stasi, pracownik Wydziału III Okręgowego Zarządu Stasi w Poczdamie, 1962-1968 student Wyższej Szkoły Prawniczej Ministerstwa Bezpieczeństwa Państwowego w Poczdamie. W latach 1968–1982 zastępca szefa Okręgowego Zarządu Stasi w Schwerinie, od 1972 doktor prawa, 1982-1989 szef Okręgowego Zarządu Stasi w Erfurcie, od 1983 w stopniu generała majora, 1990 zwolniony ze służby. Odznaczony Orderem Zasług dla Ojczyzny w Złocie (1988).